# Бабай (мультфильм)
«Баба́й» (укр. «Бабай») — украинский анимационный фильм-фэнтези, снятый Мариной Медвидь на студии «Укранимафильм». Премьера ленты на Украине состоялась 18 декабря 2014 года. Фильм рассказывает о волшебной девочке, которая ищет своих родителей, похищенных Бабаем.
Считается первым украинским полнометражным анимационным фильмом, вышедшим в широкий прокат Украины.

## Сюжет
Старик-сказочник рассказывает детворе историю о птице Алконосте, которая раз в сто лет сносит волшебное яйцо, способное выполнить одно самое заветное желание его владельца. В гонке, победителю которой достанется яйцо, приняли участие: Ведьма, мечтающая о дочери, Змей Горыныч, который хотел отдельное тело для каждой из своих голов, и Вий, мечтающий о куче бриллиантов. Победителем стала Ведьма, однако неожиданно яйцо похищает Бабай.
Разъярённая Ведьма посылает забрать яйцо влюблённого в неё Чёрта, но его ловит на горячем Бабай. Между ними завязывается схватка, в ходе которой яйцо падает в колодец. Бабай откручивает Чёрту рога и даёт ему неделю срока, чтобы отыскать и вернуть яйцо.
Между тем яйцо оказывается у дедушки с бабушкой, мечтающих о ребёнке, и через некоторое время из него вылупляется девочка, которая спустя неделю становиться уже подростком. Её называют Светкой-Зорянкой.
Чёрт находит скорлупу яйца и вместе с Бабаем наведывается к дедушке с бабушкой. Но последние отказываются говорить о яйце и Светке-Зорянке, которой в это время не было дома, и Бабай забирает их с собой в своё укрытие. Узнав, что произошло, Светка-Зорянка отправляется на поиски родителей. По дороге она наталкивается на избушку на курьих ножках, где живёт Кот с Ведьмой, которой в это время нет дома. Кот рассказывает девочке, что его бросила Ведьма ради Чёрта, который принёс ей скорлупу от яйца, и вместе они отправились к Вию за свадебными кольцами. Отчаянный Кот решает пойти в путешествие вместе со Светкой-Зорянкой, в ходе которого они встречают Змея Горыныча, который препятствует им, пока те не разгадывают его загадки.
Наконец-то Светка-Зорянка находит тайник Бабая и требует от его хозяина отпустить дедушку с бабушкой. Бабай отказывается и между ними завязывается схватка с применением волшебства. В конце концов победу одерживает Светка-Зорянка, которая освобождает дедушку с бабушкой.
Старик-сказочник, окончив свою историю, превращается в Бабая и пугает всех детей.

## Роли озвучивали
| Актёр              | Роль                                |
| ------------------ | ----------------------------------- |
| Рада Белова        | Светка-Зорянка                      |
| Ирма Витовская     | Ведьма                              |
| Остап Ступка       | Чёрт                                |
| Олеся Чичельницкая | девочки-близнецы / ужасы / Алконост |
| Екатерина Бутская  | большой мальчик                     |
| Андрей Федюнчиков  | Миша                                |
| Евгений Пашин      | дедушка                             |
| Ольга Радчук       | Коза                                |
| Елена Блинникова   | бабушка / Курица                    |
| Мирослав Кувалдин  | Кот                                 |
| Борис Георгиевский | сказочник / Бабай                   |
| Владимир Моисеенко | Змей Горыныч (1-я и 2-я головы)     |
| Владимир Данилец   | Змей Горыныч (3-я голова)           |
| Андрей Середа      | Вий / перевозчик                    |

Для российского проката главных героев, Бабая и Ведьму, озвучили Потап и Настя Каменских.
При создании мультфильма были планы привлечь детей к озвучиванию детских персонажей. Но дети, приглашённые из театральных студий, с поставленной задачей не справились. Только одну фразу одного маленького мальчика оставили.

## Производство
«Бабай» должен доказать перспективность украинской анимации. …Нам в нашей стране нужны свои герои, из наших родных сказок.
К разработке проекта под рабочим названием «Кто боится дядюшку Бабая?» команда из 80 человек приступила в 2007 году, хотя планы снять полнометражную картину на студии «Укранимафильм» появились ещё в 2005 году. По мнению кинокритика «Украинской правды» Александра Гусева, фильм разрабатывался ещё во времена президентства Леонида Кучмы, но был заморожен по той причине, что Кучма во властных структурах имел прозвище «Бабай». Сценаристом был выбран Вадим Шинкарёв, режиссёром — Наталья Марченкова, композитором — Александр Спаринский, художниками-постановщиками — Эдуард Кирич и Ирина Смирнова. Озвучивать главных героев доверили Анатолию Барчуку, Виктору Андриенко, Валерию Чигляеву, Виктору Семирозуменко, Александру Бондаренко и другим. Фильм был профинансирован Госкино на 100 % (около 8 миллионов гривен), но позже был заморожен из-за нехватки финансирования на долгое время.
В 2011 году Госкино и «Укранимафильм» подписали дополнительное соглашение, и проект перезапустился с новым режиссёром (Мариной Медвидь) и полностью новой командой. По словам самого режиссёра, проект перезапустили, потому что предыдущая группа чем-то не угодила Госкино, хотя она проработала достаточно времени и сделала немало материала. После этого работа над фильмом продолжалась 2 года. По словам продюсера Эдуарда Ахрамовича, завершена лента была «на чистом энтузиазме команды», поскольку за всё время работы курс гривны постоянно менялся. Фильм был исполнен в классической рисованной мультипликации на студии «Укранимафильм». Аниматорами было нарисовано около 100 тысяч рисунков. Над диалогами работала писательница София Андрухович, придав им особой аутентичности. Во времена независимости Украины «Бабай» стал первым украинским полнометражным анимационным проектом, который вышел на широких экранах страны.
Одной из задач при создании «Бабая» было подтолкнуть украинских мультипликаторов к созданию собственных полнометражных проектов.

## Выпуск
31 октября 2014 года в кинотеатре «Украина» состоялась презентация главных героев «Бабая» и пресс-конференция при участии создателей и актёров. Кроме Украины фильм вышел в кинотеатрах России, Беларуси и Казахстана. По словам генерального директора «Укранимафильма» и продюсера фильма Эдуарда Ахрамовича, контракт с Россией относительно проката был подписан ещё в 2013 году. Также он добавил: «Прокат был под срывом, но мы это сделали. Почему? Во-первых, это культурный экспорт, который существует вне политики. Мы понимали, что на территории России проживают люди, которые не равнодушны к нашей культуре и анимации в том числе». 24 января 2015 года на телеканале «Интер» состоялась телевизионная премьера «Бабая». Также фильм доступен для онлайн-просмотра на видеосервисе Megogo.net и через услугу video on demand. 10 февраля 2015 года «Бабай» представили на 65-м Берлинском международном кинофестивале в рамках украинского национального стенда.

### Маркетинг
Промокампанию «Бабаю» осуществляли телеканалы группы Inter Media Group: «Интер», «Пиксель TV», К1, К2, «Enter-фильм» и НТН. По словам продюсера фильма Эдуарда Ахрамовича, реклама происходила на партнёрских началах — без привлечения средств. Также по партнёрской программе трейлер был показан на «Малыш TV» и на интернет-сайтах.
Перед началом проката продюсер Эдуард Ахрамович заявил, что одна гривна с каждого проданного билета будет направлена на помощь детям-переселенцам. За первые выходные объём благотворительной помощи составил примерно 26 тысяч гривен, а за 4 недели проката — около 56 тысяч гривен. С первого дня проката в социальных сетях на официальной странице студии «Укранимафильм» началась промоакция «#Бабайдетям» для информационной поддержки акции.

## Восприятие

### Кассовые сборы
За первые выходные проката на Украине «Бабай» занял 3-е место: фильм посмотрело 25 556 зрителей на 99 экранах, что принесло ему 959 183 гривны. Впервые в истории новейшего украинского проката сразу две украинские ленты («Бабай» и «Поводырь») находились в первой десятке бокс-офиса Украины, на которые в совокупности за уик-энд было продано 30 000 билетов, что составляло 13 % от общей аудитории фильмов топ-десятки. За вторые выходные сборы фильма упали на 62 %, вследствие чего он опустился на 6-е место: «Бабая» посмотрело 10 639 зрителей на 85 экранах, что принесло ему ещё 362 615 гривен. За второй уик-энд зрительская аудитория «Бабая» и «Поводыря» упала до 7 %, а в денежном выражении — до 4 %. Общие сборы за 6 недель украинского проката составили 1 миллион 926 тысяч гривен, а всего с 18 декабря фильм посмотрело 58 тысяч зрителей.
В России «Бабай» вышел 11 декабря 2014 года — на неделю раньше, чем на Украине. За первые выходные российского проката он занял 14-е место: фильм заработал 990 тысяч рублей, а посмотрело его 5105 зрителей на 105 экранах, что в пять раз меньше, чем на Украине. Общие сборы за 5 недель российского проката составили 1 миллион 31 тысячу рублей (около 400 тысяч гривен).

### Критика
«Бабай» получил преимущественно негативные отзывы критиков. Александр Гусев из «Украинской правды» оценил фильм на 0,5 балла из 5, написав, что он плох во всём: и персонажами, и анимацией, и сценарием, и другим. Борис Иванов из Film.ru дал фильму 3 балла из 10, обратив внимание на «старомодную двухмерную анимацию и аляповатую расцветку в духе „взрыв на фабрике психоделиков“». Вместе с тем Елена Вилле из телерадиокомпании «Мир» отметила графику и чувство юмора в фильме.
Украинские киножурналисты, согласно опросу Бюро украинской киножурналистики, назвали «Бабая» одной из худших лент 2014 года.

### Награды и номинации
«Бабай» был номинирован на премию Кабинета Министров Украины имени Леси Украинки за литературно-художественные произведения для детей и юношества за 2016 год в категории «Кинопроизведения для детей и юношества», однако в итоге мультфильм уступил художественной кинокартине «Трубач» режиссёра Анатолия Матешко.